# أزاد بوني
أزاد بوني (بالإنجليزية: Azad Bonni) المولود في عام 1963 هو عالم أعصاب كندي وأمريكي من أصل كردي. تركز أبحاث بوني على فهم آليات الاتصال العصبي في الدماغ. يشغل بوني منصب بروفيسور في علم الأعصاب ورئيس قسم علم الأعصاب في كلية الطب بجامعة واشنطن.

## سيرته الذاتية وأبحاثه
نشأ بوني في كردستان، ثم هاجر مع عائلته إلى كندا في عام 1976. أكمل بوني الثانوية في مدرسة ود لوي الثانوية في وندسور، أونتاريو في عام 1980، ثم التحق بجامعة كوينز في كينغستون، أونتاريو حيث حصل على شهادة الطب عام 1986. تخصص بوني في علم الأعصاب بجامعة ماكغيل وأصبح رئيس علم الأعصاب المقيمين في معهد مونتريال العصبي في عام 1990. حصل على درجة الدكتوراه في علم الأعصاب في جامعة هارفارد في عام 1996، ثم حصل على الدكتوراه ودراسات ما بعد الدكتوراه في مختبر مايكل غرينبرغ بين عامي 1992 و 1999، حيث اكتشف آليات الإشارات التي تعمل من خلالها النواقل العصبية، بما في ذلك العامل العصبي الهدبي وعامل التغذية العصبية، في تحفيز نسخ وتمايز الخلية وبقائها على قيد الحياة في الجهاز العصبي.
بدأ بوني مختبره الخاص في قسم علم الأمراض في كلية الطب بجامعة هارفارد في عام 1999. انتقل بوني إلى قسم علم الأعصاب في كلية الطب بجامعة هارفارد في عام 2011، حيث قدم مختبره مساهمات أساسية لدراسة مسارات الخلايا الذاتية والبوبيكويتين التي تنظم توصيل الخلايا العصبية في الدماغ النامية. عُيّن بوني في عام 2012 أستاذ في علم الأعصاب ورئيس قسم علم الأعصاب جامعة واشنطن في سانت لويس بولاية ميسوري.